# 棚橋寅五郎

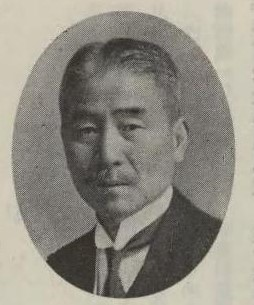
棚橋寅五郎

棚橋 寅五郎（たなはし とらごろう、1866年10月12日（慶応2年9月4日）- 1955年（昭和30年）12月11日）は、日本の化学者、実業家である。

## 経歴・人物
新潟に生まれる。後に東京帝国大学（現在の東京大学）応用化学科に所属し、ヨウ素の研究に尽き、特に海藻から抽出された医薬品用のヨードを生産した、ヨウ化カリウムの製造方法の研究によって有名となった。なおこの化合物は後にマッチ製造の原料にもなった。その後も硝酸カリウムや塩化カリウム、クロム酸塩等の研究や開発に携わり、同化合物を用いた肥料も開発した。またこの頃に工学博士を取得している。
1893年（明治26年）に卒業後は多くの企業の設立に携わり、1908年（明治41年）には日本化学工業の設立に携わった。この業績を皮切りに後に旭電化（現在のADEKA）や北海電気興業、昭和特殊製鋼、日本製錬鉱業、化学工業日報等多くの企業の創設に携わった。これによって、1939年（昭和14年）に「日本の十大発明家」に認定され、昭和天皇との賜餐にあたった。墓所は青山霊園(1イ3-1)

## 著書
- 『化学工業六十年』